# Monique David (peintre)
Pour les articles homonymes, voir Monique David et David.
Monique David est une peintre française née le 24 avril 1926 à Paris où elle est morte le 15 avril 1973.

## Biographie
Fille de l'artiste Jean Sauvegrain, elle étudie à l'Académie de la Grande Chaumière à Paris.  
Elle est la sœur du résistant Jacques Sauvegrain et l'épouse du compositeur André David.
Très liée au village de Soumensac, dans le Lot-et-Garonne, elle repose dans la sépulture familiale.

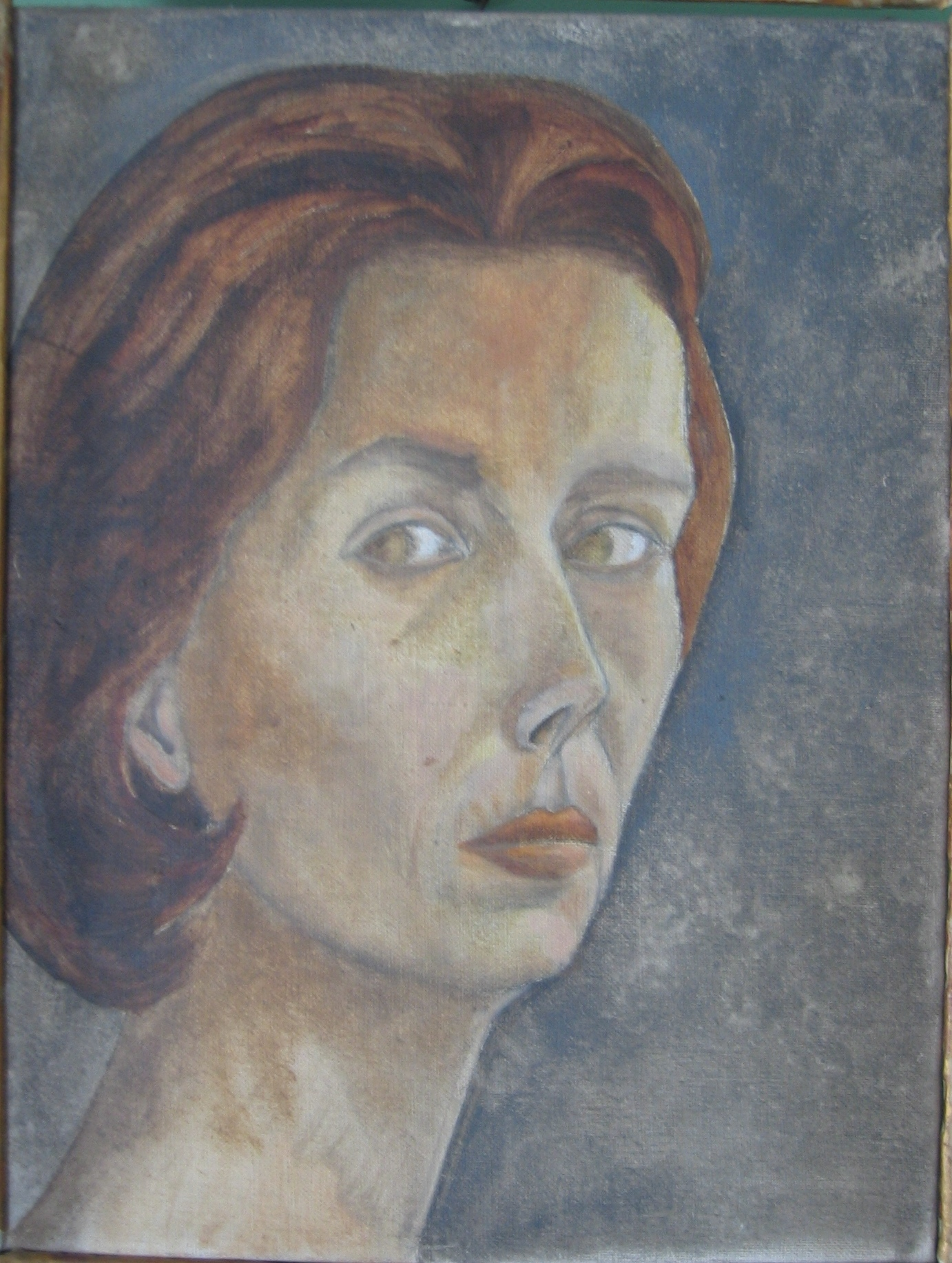
Autoportrait (1972)